# Tommaso II d'Aquino

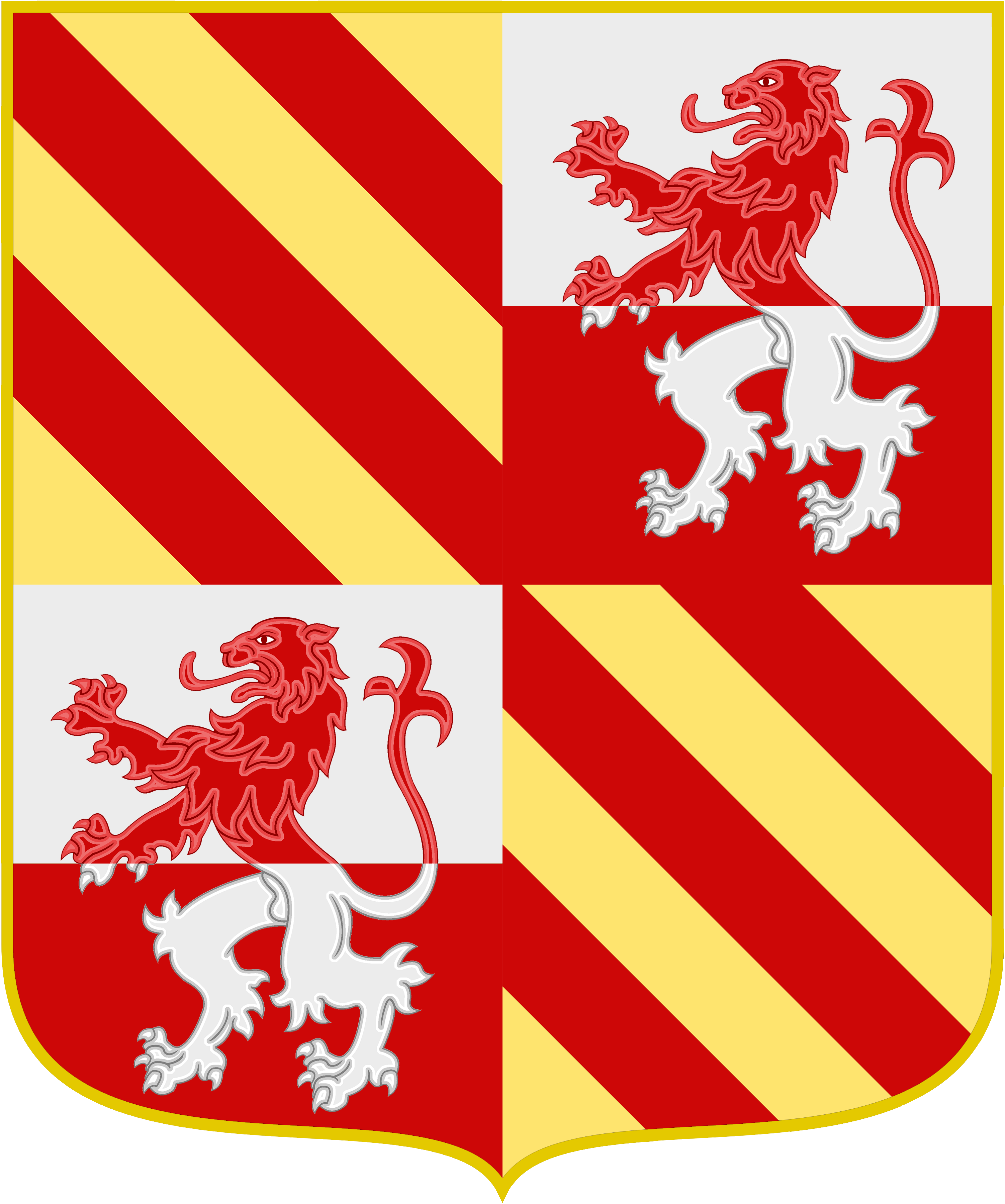
Stemma della famiglia d'Aquino

Tommaso II d'Aquino (... nato dopo il 1225 – Palermo, 15 marzo 1273) è stato un politico italiano, figura di rilievo della cerchia di Federico II di Svevia, del quale divenne anche parente avendone sposato la figlia naturale Margherita. In seguito si allontanò dagli Hohenstaufen, abbandonando la causa ghibellina per aderire alla parte guelfa.

## Biografia
Tommaso II era un esponente dei d'Aquino, la stessa di san Tommaso, famiglia di antica nobiltà feudale e di origini longobarde, fedele agli Hohenstaufen e ferocemente avversa agli Altavilla.
Tommaso II era infatti il figlio di Adenolfo, ambasciatore di Federico II nel regno di Ungheria e giustiziere del re, e quindi nipote per via paterna di Tommaso I d'Aquino, conte di Acerra. 
Con l'imperatore ebbe stretti legami, anche familiari, avendo sposato Margherita, figlia illegittima dell'imperatore. 
Dopo la morte del sovrano svevo, Tommaso si schierò inizialmente al fianco di Manfredi: la Historia de rebus gestis Frederici II imperatoris del cosiddetto Pseudo-Jamsilla li ricorda al fianco di Manfredi nella precipitosa fuga a cavallo dalla Terra di lavoro a Lucera, sul declinare del 1254, sotto l'incalzare delle truppe papali di Innocenzo IV dilagate in Campania.
Ma la sua condotta oscillante lo spinse infine contro gli Hohenstaufen, dalla parte del papa Alessandro IV e di Carlo d'Angiò.
Da Margherita ebbe sette figli:
- Adenolfo, conte di Acerra
- Cristoforo, conte di Ascoli
- Landolfo,
- Enrico,
- Gubitosa,
- Giovanna, (forse da identificare con Maria Giovanna d'Aquino, la Fiammetta di Boccaccio) che sposò Pietro II Ruffo[4]
- Isabella